# パトリック・ノートン
パトリック・ノートン（Patrick Nothomb, 1936年3月24日 - 2020年3月18日）は、ベルギー王国の外交官。第13代駐日ベルギー大使。随筆家・能楽師でもある。
ベルギーで代々続く貴族政治家（男爵家）の出自であり、首相を務めたジャン＝バティスト・ノートン（Jean-Baptiste Nothomb, 在任1841年 - 1845年）や、元外相のシャルル＝フェルディナン・ノートン（Charles-Ferdinand Nothomb, 在任1980年 - 1981年）は親類に当たる。娘に小説家のアメリー・ノートンがいる。

## 経歴
1957年、ルーヴァン・カトリック大学で法学博士号を取得。1960年から2001年までベルギーの外交官を務めた。日本赴任中、能楽に深い関心を寄せ「青い目の能楽師」として知られた。2004年、リュクサンブール州の州知事顧問に就任した。2020年3月18日、心臓発作のため死去。死去直後、当時欧州で広く流行していた新型コロナウイルス感染症が死因という誤った情報が一時伝えられた。

### 外交官としての経歴
- 1968年 - 1972年：ベルギー王国大阪総領事
- 1972年 - 1974年：北京で代理公使。1972年4月11日、中華人民共和国における最初のベルギー外交官となる
- 1974年 - 1977年：ニューヨークの国際連合本部において、ベルギーの国連代表顧問
- 1978年 - 1980年：ミャンマーとバングラデシュにベルギー大使として赴任
- 1980年 - 1985年：ベルギー外務省アジア局長
- 1985年 - 1988年：タイとラオスにベルギー大使として赴任
- 1988年 - 1997年：駐日ベルギー大使として日本に赴任

### 外国公館関係者として初めて原爆ドームに
1989年5月18日、駐日ベルギー大使として広島市を訪問した。外国公館関係者が同市を訪れたのはこれが初めてであった。ノートンはまた、原爆ドーム保存募金に個人的に寄付した。